# Villnäs

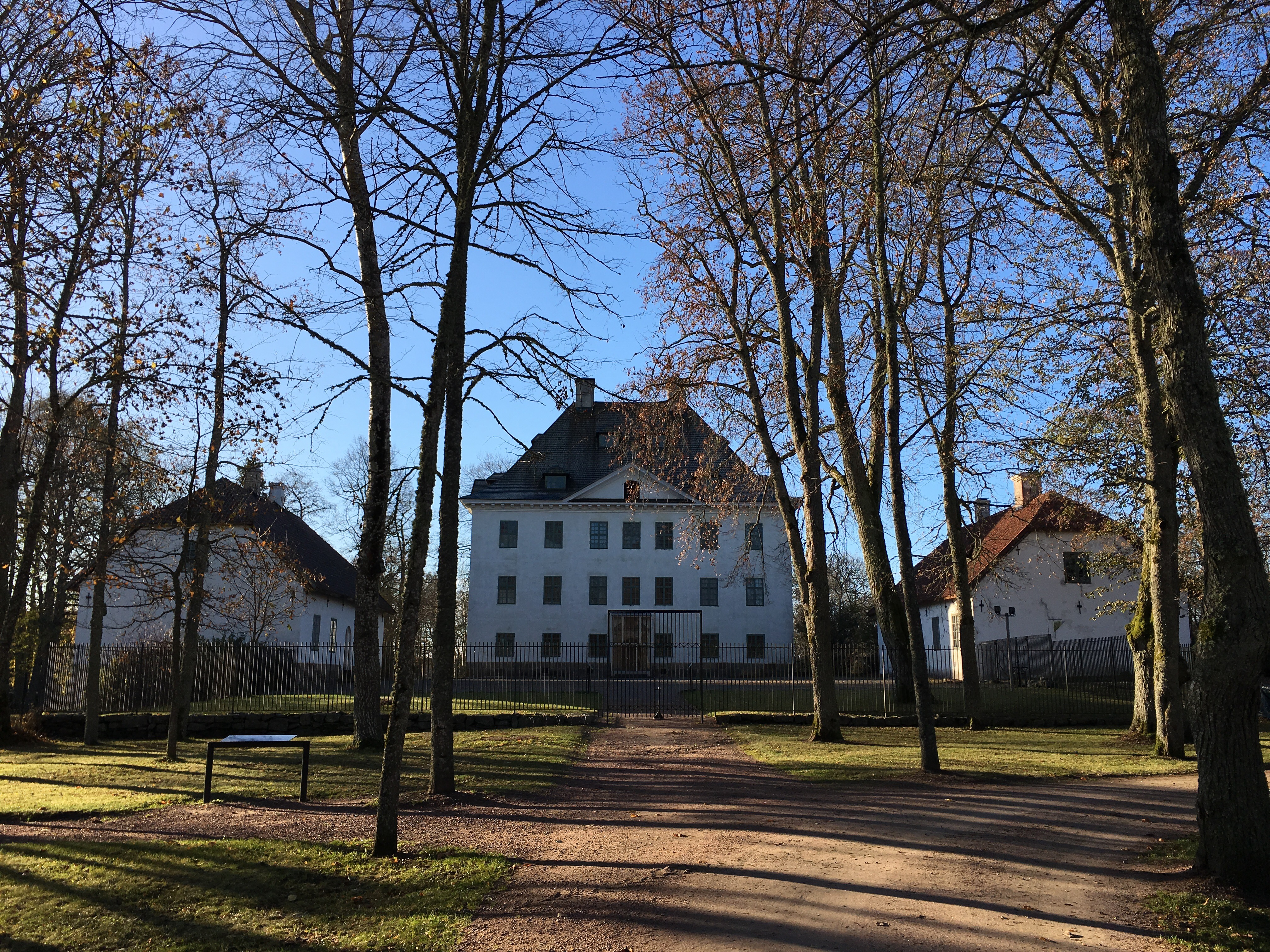
Gustaf Mannerheim föddes på Villnäs slott.

Villnäs (finska: Askainen) är en före detta kommun och en egendom (Villnäs slott) i landskapet Egentliga Finland. Villnäs hade 1 007 invånare den 31 december 2008 och omfattade en yta av 95,96 km², varav 66,62 km² land den 1 januari 2008. Villnäs grannkommuner innan kommunsammanslagningen var Lemo, Merimasku, Tövsala, Velkua och Virmo.
Kommunens motto var "Meren rannalla, lähellä Turkua" (Vid sjön, nära Åbo).

## Historia
Villnäs var en kapellförsamling under Lemo församling åtminstone från 1592. Det blev en självständig församling 1910 men slutgiltigt först år 1938. Den förenades 1959 med Lemo församling till Lemo-Villnäs församling. Idag tillhör båda församlingarna Masku församling.
Villnäs första kommunstämma hölls 1869 i Potila gård i Karvatti by. Kommunen hade samma omfattning som Villnäs kapell. Den 1 januari 2009 slogs Villnäs och Lemo ihop med Masku kommun. Villnäs var en enspråkigt finsk kommun. 31 december 2000 var 12 personer eller 1,3 % av kommunens invånare svenskspråkiga.
Marskalk Gustaf Mannerheim föddes på Villnäs slott i Villnäs. För att hedra riddarna av Frihetskorsets Mannerheimkors samt hela veterangenerationen från andra världskriget har Riddarparken i Villnäs byggts vid Villnäs kyrka. Den invigdes 2007.
Autis (finska Autuinen) är ett medeltida frälsegods som ligger ca 800 m öster om Villnäs kyrka. Det ägdes på 1400-talet av ätten Garp. Det är en sätesgård på stenfot men har utpekats som ett stenhus. Godset ärvdes sedan inom ätterna Lille, Autissläkten och Fincke. Fältmarskalken Gustaf Evertsson Horn föddes där 1614 på sin mödernegård. År 1813 skatteköptes godset av majoren, friherre Carl Axel von Kothen.
Ett annat tidigmedeltida frälsegods i Villnäs är Hannula gård som länge ägdes av ätten Fleming.

## Geografi
Villnäs, vars landskapsbild har prägel av innerskärgård, upptar huvuddelen av den höglänta halvön Askainen (delvis i Merimasku kommun) och den stora ön Livonsaari. Öarna Livonsaari och Lempisaari sammanlades med Nådendal år 2011.

### Byar
År 1967 fanns det 32 byar i Villnäs:
- Ahtinen
- Askainen
- Autuinen
- Hannula
- Heikkilä
- Kainu
- Kairinen
- Kankare
- Karvatti
- Kaukounen
- Kauppinen
- Kiiainen
- Laaleinen
- Lempisaari
- Lemsjöholm
- Manna
- Merijärvi
- Mikoinen
- Nepola
- Paavainen
- Palsala
- Pukkila
- Rantala
- Rauvola
- Riihilä
- Tillinperä
- Toivanen
- Tättäläinen
- Vanhakylä
- Villnäs
- Vily
- Vuorlahti

## Befolkningsutveckling
| Befolkningsutvecklingen i Villnäs kommun 1880–2005                     | Befolkningsutvecklingen i Villnäs kommun 1880–2005 | Befolkningsutvecklingen i Villnäs kommun 1880–2005 | Befolkningsutvecklingen i Villnäs kommun 1880–2005 | Befolkningsutvecklingen i Villnäs kommun 1880–2005 |
| ---------------------------------------------------------------------- | -------------------------------------------------- | -------------------------------------------------- | -------------------------------------------------- | -------------------------------------------------- |
|                                                                        |                                                    |                                                    |                                                    |                                                    |
| År                                                                     |                                                    |                                                    | Folkmängd                                          |                                                    |
| 1880                                                                   | 1880                                               |                                                    | 1 209                                              |                                                    |
| 1890                                                                   | 1890                                               |                                                    | 1 213                                              |                                                    |
| 1900                                                                   | 1900                                               |                                                    | 1 280                                              |                                                    |
| 1910                                                                   | 1910                                               |                                                    | 1 205                                              |                                                    |
| 1920                                                                   | 1920                                               |                                                    | 1 333                                              |                                                    |
| 1930                                                                   | 1930                                               |                                                    | 1 058                                              |                                                    |
| 1940                                                                   | 1940                                               |                                                    | 937                                                |                                                    |
| 1950                                                                   | 1950                                               |                                                    | 1 229                                              |                                                    |
| 1960                                                                   | 1960                                               |                                                    | 1 080                                              |                                                    |
| 1970                                                                   | 1970                                               |                                                    | 890                                                |                                                    |
| 1975                                                                   | 1975                                               |                                                    | 827                                                |                                                    |
| 1980                                                                   | 1980                                               |                                                    | 802                                                |                                                    |
| 1985                                                                   | 1985                                               |                                                    | 835                                                |                                                    |
| 1990                                                                   | 1990                                               |                                                    | 935                                                |                                                    |
| 1995                                                                   | 1995                                               |                                                    | 927                                                |                                                    |
| 2000                                                                   | 2000                                               |                                                    | 913                                                |                                                    |
| 2005                                                                   | 2005                                               |                                                    | 940                                                |                                                    |
| Anm: Siffrorna för 1980 och framåt avser befolkningen den 31 december. |                                                    |                                                    |                                                    |                                                    |

## Sevärdheter

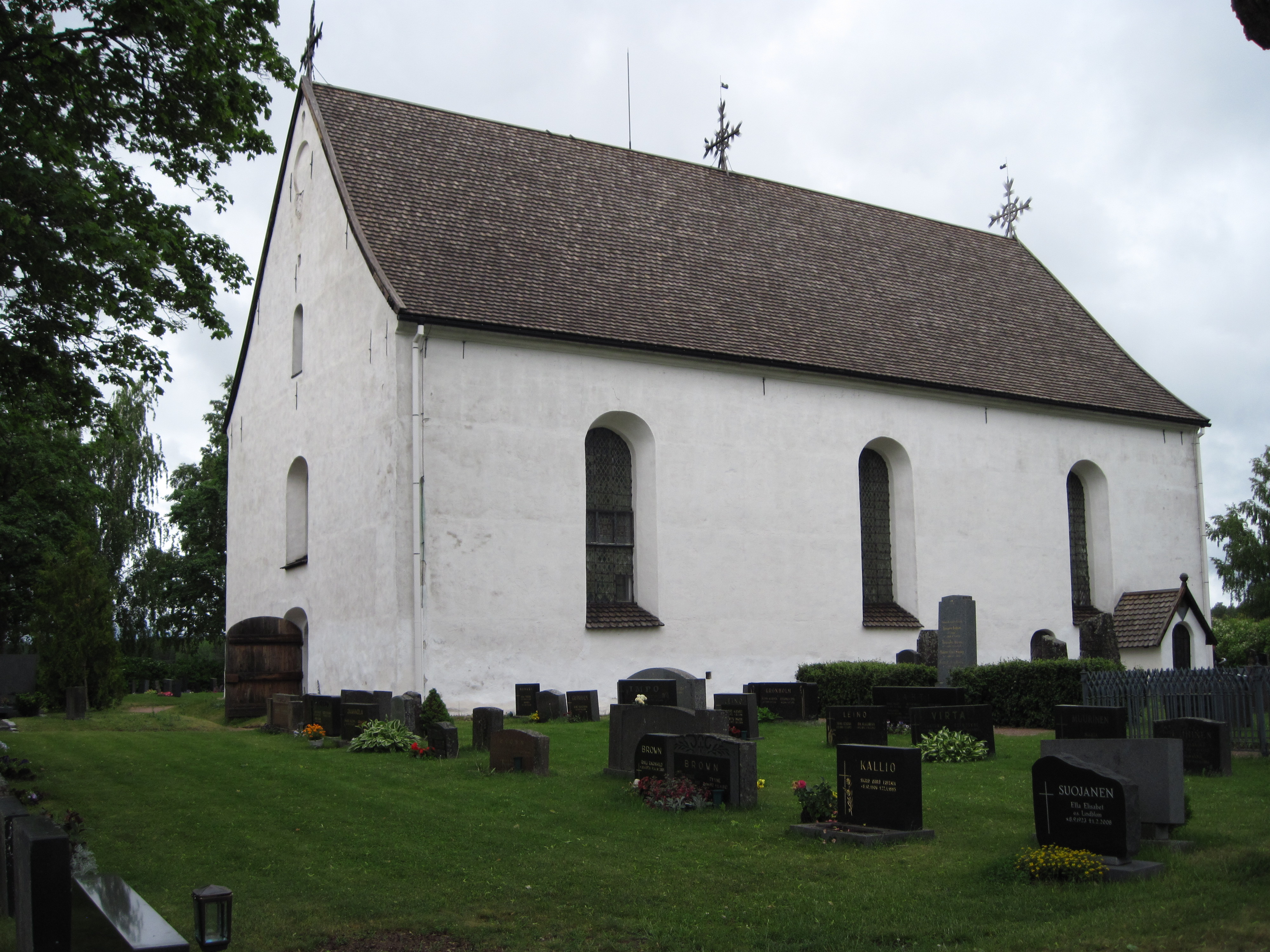
Villnäs kyrka år 2011.

- Villnäs slott
- Villnäs kyrka
- Riddarparken